# Festa Nacional da Costela
Festa Nacional da Costela é uma festa realizada anualmente em União da Vitória, no Paraná.
A costela é assada segundo a tradição gaúcha em grandes espetos fixados no chão, nas últimas festas foram assados cerca de 400 costelões num peso total de aproximadamente 10 toneladas. A festa é realizada em comemoração ao aniversário do município de União da Vitória.